# Élet a Marson (televíziós sorozat)
Az Élet a Marson (eredeti cím: Life on Mars) 2006-ban bemutatott brit televíziós sorozat. A műsor alkotói Matthew Graham, Tony Jordan és Ashley Pharoah, a történet pedig egy rendőrről szól, aki egy autóbaleset után a '70-es években találja magát. Az eredeti cím David Bowie Life on Mars című számából származik, ugyanis a főszereplő ezt a számot hallgatta amikor a balesete történt. A főbb szereplők közt megtalálható John Simm, Philip Glenister, Liz White, Dean Andrews és Marshall Lancaster.
A sorozatot az Egyesült Királyságban a BBC One adta 2006. január 9. és 2007. április 10. között. Magyarországon a Duna Televízió mutatta be 2011. március 18-án.

## Cselekmény
Sam Tyler a manchesteri rendőrség főfelügyelője, aki 2006-ban autóbalesetet szenved. Mikor felébred 1973-ban találja magát, ahol az egysége akkori változatánál dolgozik, azonban rgy ranggal lejjebb, szimplán csak nyomozóként. Sam igyekszik belerázódni új életébe Gene Hunt vezetése alatt, miközben próbál rájönni, hogy hogyan került ide: meghalt, kómába került, vagy ténylegesen időt utazott volna?

## Szereplők
| Szereplő         | Színész            | Magyar hang |
| ---------------- | ------------------ | ----------- |
| Sam Tyler        | John Simm          |             |
| Gene Hunt        | Philip Glenister   |             |
| Annie Cartwright | Liz White          |             |
| Ray Carling      | Dean Andrews       |             |
| Chris Skelton    | Marshall Lancaster |             |
| Ted Bannister    | John Henshaw       |             |
| Pete Bond        | Anthony Flanagan   |             |
| Phyllis Dobbs    | Noreen Kershaw     |             |
| Dicky Fingers    | Steve Evets        |             |
| Derek Litton     | Lee Ross           |             |

## Epizódok
| Évad | Évad | Epizódok | Eredeti sugárzás  | Eredeti sugárzás  | Eredeti adó | Magyar sugárzás   | Magyar sugárzás | Magyar adó     |
| Évad | Évad | Epizódok | Évadpremier       | Évadfinálé        | Eredeti adó | Évadpremier       | Évadfinálé      | Magyar adó     |
| ---- | ---- | -------- | ----------------- | ----------------- | ----------- | ----------------- | --------------- | -------------- |
|      | 1    | 8        | 2006. január 9.   | 2006. február 27. | BBC One     | 2011. március 18. | N/A             | Duna Televízió |
|      | 2    | 8        | 2007. február 13. | 2007. április 10. | BBC One     | 2011. október 9.  | N/A             | Duna Televízió |

## Díjak és jelölések
| Év   | Díj                                            | Kategória                                          | Jelölt                                      | Eredmény | Forrás        |
| ---- | ---------------------------------------------- | -------------------------------------------------- | ------------------------------------------- | -------- | ------------- |
| 2006 | Banff Television Festival                      | Legjobb folytatólagos sorozat                      | Élet a Marson                               | Elnyerte | [ 3 ]         |
| 2006 | International Emmy-díj                         | Legjobb televíziós drámasorozat                    | Élet a Marson                               | Elnyerte | [ 4 ]         |
| 2006 | TV Quick and Choice Awards                     | Legjobb új drámasorozat                            | Élet a Marson                               | Jelölve  | [ 5 ]         |
| 2006 | Royal Television Society Craft & Design Awards | Legjobb vizuális effektek                          | Jet Omoshebi, Pepper Post Production        | Elnyerte | [ 6 ]         |
| 2007 | Broadcast Magazine Awards                      | Legjobb új televíziós műsor                        | Élet a Marson                               | Elnyerte | [ 7 ]         |
| 2007 | Broadcasting Press Guild Awards                | Legjobb televíziós drámasorozat                    | Élet a Marson                               | Elnyerte | [ 8 ]         |
| 2007 | Broadcasting Press Guild Awards                | Legjobb színész televíziós drámasorozatban         | John Simm                                   | Jelölve  | [ 9 ]         |
| 2007 | Broadcasting Press Guild Awards                | Legjobb színész televíziós drámasorozatban         | Philip Glenister                            | Jelölve  | [ 9 ]         |
| 2007 | Broadcasting Press Guild Awards                | Legjobb forgatókönyv                               | Matthew Graham, Tony Jordan, Ashley Pharoah | Elnyerte | [ 8 ]         |
| 2007 | BAFTA Television Awards                        | Legjobb színész                                    | John Simm                                   | Jelölve  | [ 10 ]        |
| 2007 | BAFTA Television Awards                        | Legjobb televíziós drámasorozat                    | Élet a Marson                               | Jelölve  | [ 10 ]        |
| 2007 | BAFTA Television Awards                        | Pioneer Award                                      | Élet a Marson                               | Elnyerte | [ 11 ]        |
| 2007 | BAFTA Television Craft Awards                  | Legjobb rendező                                    | Bharat Nalluri (1. évad 1. rész)            | Jelölve  | [ 12 ]        |
| 2007 | BAFTA Television Craft Awards                  | Legjobb vágó fikciós műsorban                      | Barney Pilling                              | Jelölve  | [ 13 ]        |
| 2007 | BAFTA Television Craft Awards                  | Legjobb látványtervezés                            | Bryan Sykes                                 | Jelölve  | [ 14 ]        |
| 2007 | BAFTA Television Craft Awards                  | Legjobb hang fikciós műsorban                      | Az Élet a Marson csapata                    | Jelölve  | [ 15 ]        |
| 2007 | BAFTA Television Craft Awards                  | Legjobb forgatókönyv                               | Matthew Graham (1. évad 1. rész)            | Jelölve  | [ 16 ]        |
| 2007 | Edgar Allan Poe-díj                            | Legjobb forgatókönyv televíziós sorozatban         | Matthew Graham (1. évad 1. rész)            | Elnyerte | [ 17 ]        |
| 2007 | Monte-Carlo Television Festival                | Legjobb televíziós drámasorozat                    | Élet a Marson                               | Jelölve  | [ 18 ]        |
| 2007 | Monte-Carlo Television Festival                | Legjobb színész televíziós drámasorozatban         | Dean Andrews                                | Jelölve  | [ 19 ]        |
| 2007 | Monte-Carlo Television Festival                | Legjobb színész televíziós drámasorozatban         | Philip Glenister                            | Jelölve  | [ 19 ]        |
| 2007 | Monte-Carlo Television Festival                | Legjobb színész televíziós drámasorozatban         | Marshall Lancaster                          | Jelölve  | [ 19 ]        |
| 2007 | Monte-Carlo Television Festival                | Legjobb színész televíziós drámasorozatban         | John Simm                                   | Jelölve  | [ 19 ]        |
| 2007 | Monte-Carlo Television Festival                | Legjobb színésznő televíziós drámasorozatban       | Liz White                                   | Jelölve  | [ 19 ]        |
| 2007 | National Television Awards                     | Legnépszerűbb televíziós drámasorozat              | Élet a Marson                               | Jelölve  | [ 20 ]        |
| 2007 | Royal Television Society Awards                | Legjobb televíziós drámasorozat                    | Élet a Marson                               | Jelölve  | [ 21 ]        |
| 2007 | Royal Television Society Awards                | Legjobb színész                                    | Philip Glenister                            | Jelölve  | [ 21 ]        |
| 2007 | Royal Television Society Craft & Design Awards | Legjobb látványtervezés televíziós drámasorozatban | Matt Gant, Brian Sykes                      | Jelölve  | [ 22 ]        |
| 2007 | Szaturnusz-díj                                 | Legjobb televíziós sorozatnak                      | Élet a Marson                               | Jelölve  | [ 23 ]        |
| 2007 | SFX Awards                                     | Legjobb televíziós műsor                           | Élet a Marson                               | Jelölve  | [ 24 ]        |
| 2007 | TV Quick and Choice Awards                     | Legjobb televíziós romantikus drámasorozat         | Élet a Marson                               | Jelölve  | [ 25 ] [ 26 ] |
| 2007 | TV Quick and Choice Awards                     | Legjobb színész                                    | Philip Glenister                            | Jelölve  | [ 25 ] [ 26 ] |
| 2007 | Writers' Guild of Great Britain Awards         | Legjobb televíziós sorozat/szappanopera            | Élet a Marson                               | Jelölve  | [ 27 ] [ 28 ] |